# Pehî, Șațk
Pehî (în ucraineană Пехи) este un sat în comuna Samiilîci din raionul Șațk, regiunea Volînia, Ucraina.

## Demografie
Componența lingvistică a localității Pehî
     Ucraineană (100%)
Conform recensământului din 2001, toată populația localității Pehî era vorbitoare de ucraineană (100%).